# 沉默猎手
沉默猎手低空激光防空系统（Silent Hunter，又被译为寂静猎手、寂静狩猎者）是基于汽车平台的激光武器系统，主要用于追踪、猎杀低空飞行目标，可以在地空防御和野战环境中拦截低空无人机，还可以应对光电探测以及一些制导武器。，由中国保利集团向外出口销售，该产品曾在2016年召开的杭州G20峰会期间投入使用。据该产品于2017年在阿布扎比国际防务展上参展时发布的产品宣传册所标注的信息，其沉默猎手LASS激光器标准输出功率为30千瓦，最大射程四千米，其激光器可在800米距离烧穿5层2毫米厚的钢板，1000米距离可烧穿5毫米厚钢板。2017年时，保利集团表示正在开发功率更强的版本，以用于拦截迫击炮或火箭弹等目标。
中国出口型的“寂静狩猎者”激光武器的代号是LW-30激光防御系统。

## 使用者
- 中华人民共和国[2][4]

- 沙烏地阿拉伯[5]